# Zbigniew Ofiarski
Zbigniew Ofiarski (ur. 4 lipca 1959 roku w Szczecinie) – prawnik, profesor zwyczajny, doktor habilitowany nauk prawnych, specjalista z zakresu prawa finansowego.

## Wykształcenie
Zbigniew Ofiarski jest absolwentem Wyższej Szkoły Pedagogicznej w Szczecinie.  W 1989 roku uzyskał stopień doktora nauk prawnych na Wydziale Prawa i Administracji Uniwersytetu Wrocławskiego na podstawie rozprawy pt. Instytucje samofinansowania dewizowego jednostek gospodarki uspołecznionej w Polsce, napisanej pod kierunkiem prof. dra hab. Eugeniusza Teglera, zaś w 1997 roku uzyskał tam stopień doktora habilitowanego nauk prawnych na podstawie rozprawy habilitacyjnej pt. Sytuacja prawna osoby zagranicznej w polskim prawie dewizowym. W 2003 roku Prezydent RP nadał mu tytuł naukowy profesora nauk prawnych.

## Wybrane publikacje
- Sytuacja prawna osoby zagranicznej w polskim prawie dewizowym (Szczecin 1997),
- Subwencje i dotacje jednostek samorządu terytorialnego (Warszawa 2002),
- Prawno-finansowe formy wspierania rozwoju budownictwa mieszkaniowego (współautor: Eugeniusz Tegler, Zielona Góra 1996),
- Komentarz systematyczny do ustawy o restrukturyzacji banków spółdzielczych i Banku Gospodarki Żywnościowej (w pracy zbiorowej pod red. Eugenii Fojcik-Mastalskiej, Prawo bankowe, Warszawa 1997),
- Komentarz do ustawy o opłacie skarbowej i o podatku od czynności cywilnoprawnych (Warszawa 2001, 2003 i 2009),
- Komentarz do ustawy o podatku od spadków i darowizn (Warszawa 2002),
- Prawo dewizowe – komentarz (Kraków 2003),
- Prawo bankowe (Kraków 2004, wyd. I; Kraków 2005, wyd. II),
- Prawo bankowe (Warszawa 2008, wyd. III; Warszawa 2011, wyd. IV),
- Prawo finansowe (Warszawa 2007, wyd. I; Warszawa 2010, wyd. II),
- Prawo bankowe – komentarz (Warszawa 2013),
- Ustawa o kredycie konsumenckim – komentarz (Warszawa 2014).

## Pełnione funkcje
Profesor Ofiarski pełnił czołowe i prestiżowe na Wydziale Prawa i Administracji Uniwersytetu Szczecińskiego jak i poza nim:
- prodziekan WPiA Uniwersytetu Szczecińskiego (1990–1996)
- dziekan WPiA Uniwersytetu Szczecińskiego (1999–2005)
- członek Rady Naukowej Instytutu Nauk Prawnych PAN (2011–2014)
- kierownik Podyplomowych Studiów Skarbowości prowadzonych wspólnie przez WPiA Uniwersytetu Szczecińskiego oraz Izbę Skarbową w Szczecinie (1998–2007)
- kierownik Katedry Prawa Finansowego WPiA Uniwersytetu Szczecińskiego

## Odznaczenia
W 2004 roku został odznaczony Złotym Krzyżem Zasługi. Ponadto wielokrotnie był nagradzany nagrodami Rektora Uniwersytetu Szczecińskiego (I, II oraz III stopnia) za osiągnięcia naukowe i organizacyjne.